# Bab El Oued
Bab El Oued è un comune dell'Algeria, situato nella provincia di Algeri.